# World Pool Masters Tournament
Het World Pool Masters Tournament (ook wel World Pool Masters) is een sinds 1993 jaarlijks gehouden pool-toernooi. Hierin strijden zestien spelers in de discipline 9-ball volgens het knock-outsysteem om de titel. In iedere toernooironde draaien de partijen erom welke speler het eerst acht gewonnen racks (correct gemaakte 9-balls) haalt. De winnaar van een rack stoot in het volgende af.
Het World Pool Masters Tournament draait behalve om de titel ook om geldprijzen. In 2010 won winnaar Dennis Orcollo $20.000, verliezend finalist Toru Kuribayashi $10.000, de verliezend halvefinalisten ieder $5.000,-, de verliezend kwartfinalisten ieder $2.500 en de afvallers uit de eerste ronde ieder $1.500,-.
In 2024 is het prijzengeld inmiddels gestegen naar $40.000 voor de winnaar, $20.000 voor de verliezend finalist, $10.500 voor beide verliezend halvefinalisten. De verliezend kwartfinalisten ontvingen elk $6.000 en de afvallers uit de eerste ronde ieder $2.500,-..

## Finales
| Jaar | Locatie                                               | Winnaar                                               | Verliezend finalist                                   |                                                       |
| ---- | ----------------------------------------------------- | ----------------------------------------------------- | ----------------------------------------------------- | ----------------------------------------------------- |
| 1993 | Plymouth                                              | Werner Duregger                                       | Ralf Souquet                                          |                                                       |
| 1994 | Doncaster                                             | Ralf Souquet                                          | Jimmy White                                           |                                                       |
| 1995 | Blackpool                                             | Daryl Peach                                           | Lee Kendall                                           |                                                       |
| 1996 | Blackpool                                             | Ralf Souquet                                          | Vincent Facquet                                       |                                                       |
| 1997 | Thurrock                                              | Earl Strickland                                       | Tommy Donlon                                          |                                                       |
| 1998 | Thurrock                                              | Francisco Bustamante                                  | Ralf Souquet                                          |                                                       |
| 1999 | Thurrock                                              | Alex Lely                                             | Efren Reyes                                           |                                                       |
| 2000 | Thurrock                                              | Ralf Souquet                                          | Alex Lely                                             |                                                       |
| 2001 | Thurrock                                              | Francisco Bustamante                                  | Earl Strickland                                       |                                                       |
| 2002 | Milton Keynes                                         | Ralf Souquet                                          | Efren Reyes                                           |                                                       |
| 2003 | Egmond aan Zee                                        | Tony Drago                                            | Hsia Hui-Kai                                          |                                                       |
| 2004 | Egmond aan Zee                                        | Thomas Engert                                         | Oliver Ortmann                                        |                                                       |
| 2005 | Doncaster                                             | Raj Hundal                                            | Rodney Morris                                         |                                                       |
| 2006 | Egmond aan Zee                                        | Ralf Souquet                                          | Alex Pagulayan                                        |                                                       |
| 2007 | Egmond aan Zee                                        | Thomas Engert                                         | David Alcaide                                         |                                                       |
| 2008 | Las Vegas                                             | Alex Pagulayan                                        | Mika Immonen                                          |                                                       |
| 2009 | Las Vegas                                             | Darren Appleton                                       | Nick van den Berg                                     |                                                       |
| 2010 | Las Vegas                                             | Dennis Orcollo                                        | Toru Kuribayashi                                      |                                                       |
| 2011 | Manilla                                               | Ralf Souquet                                          | Dennis Orcollo                                        |                                                       |
| 2012 | Kielce                                                | Karol Skowerski                                       | Mateusz Sniegocki                                     |                                                       |
| 2013 | Barnsley                                              | Niels Feijen                                          | Darren Appleton                                       |                                                       |
| 2014 | Nottingham                                            | Shane Van Boening                                     | Nikos Ekonomopoulos                                   |                                                       |
| 2015 | Manchester                                            | Shane Van Boening                                     | Darren Appleton                                       |                                                       |
| 2017 | Gibraltar                                             | David Alcaide                                         | Jayson Shaw                                           |                                                       |
| 2018 | Gibraltar                                             | Niels Feijen                                          | Shane Van Boening                                     |                                                       |
| 2019 | Gibraltar                                             | David Alcaide                                         | Alexander Kazakis                                     |                                                       |
| 2020 | Wedstrijd niet gehouden in verband met coronapandemie | Wedstrijd niet gehouden in verband met coronapandemie | Wedstrijd niet gehouden in verband met coronapandemie | Wedstrijd niet gehouden in verband met coronapandemie |
| 2021 | Gibraltar                                             | Alexander Kazakis                                     | Shane Van Boening                                     |                                                       |
| 2022 | Gibraltar                                             | Joshua Filler                                         | Lo Ho Sum                                             |                                                       |
| 2023 | Brentwood                                             | Ko Pin-yi                                             | Eklent Kaçi                                           |                                                       |
| 2024 | Hildesheim                                            | Fedor Gorst                                           | Joshua Filler                                         |                                                       |